# Pressevorführung

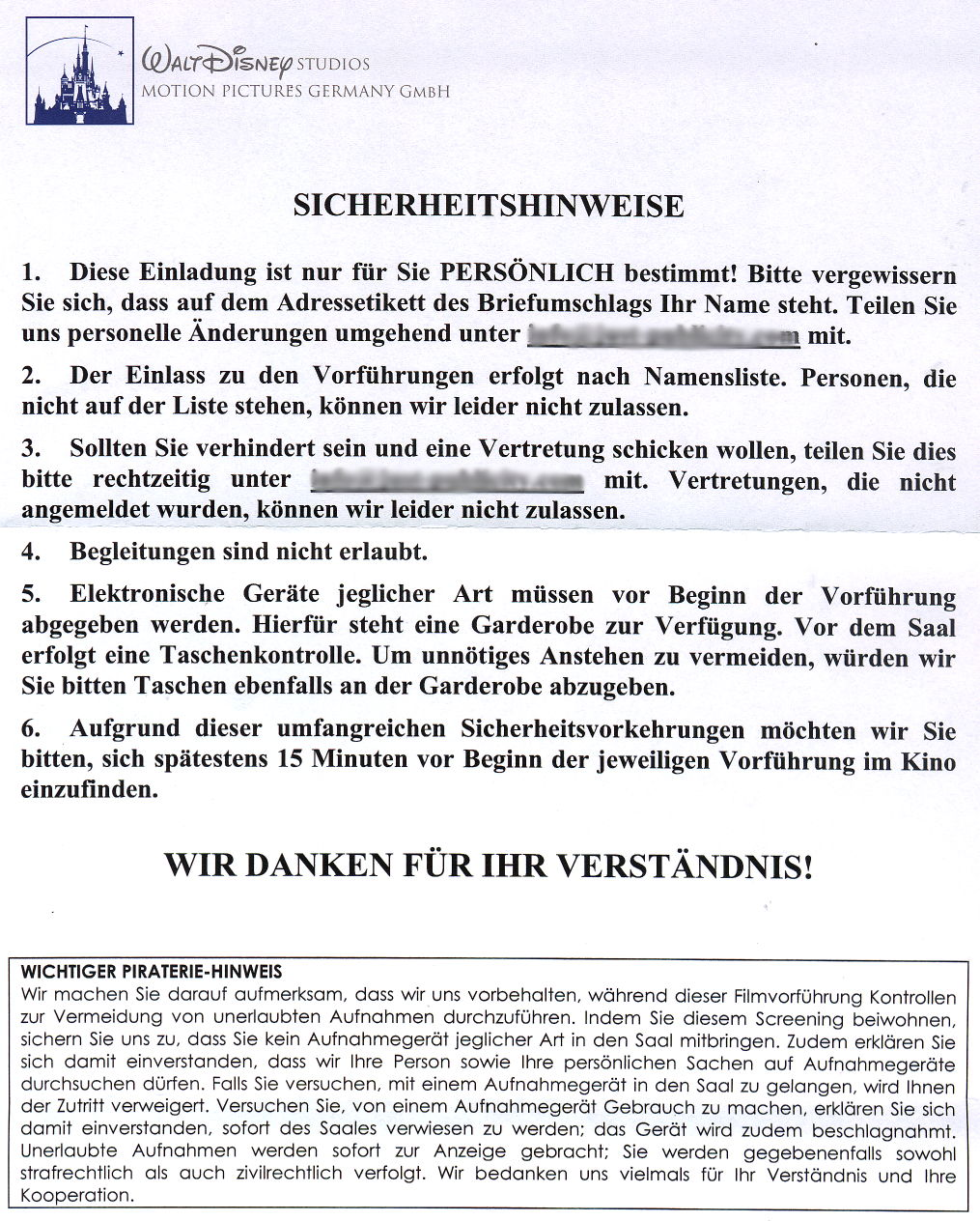
Sicherheitshinweise zu einer Pressevorführung des Verleihers Disney Deutschland

Eine Pressevorführung (PV) ist die Vorführung eines Kino- oder Fernsehfilms bzw. anderer Filmdokumentationen zu Pressezwecken. Die Vorführung ist nur geladenen Besuchern zugänglich, in der Regel Journalisten oder Filmkritikern aus den Bereichen Print, Radio und TV sowie Online-Medien.

## Praxis
Die Vorführungen finden in Deutschland überwiegend in Kinos der deutschen Großstädte statt, wobei die Orte nicht identisch mit den in der Kinobranche üblichen Verleihbezirken sind. Pressevorführungen finden in der Regel morgens oder mittags statt, da die Kinos nachmittags oder abends ihre Säle für reguläre Vorstellungen benötigen.
Im Anschluss an die Pressevorführung ist manchmal die Möglichkeit gegeben, Interviews mit Anwesenden (Produzent, Regisseur, Schauspieler) zu führen.
Bei einigen Pressevorführungen gibt es eine Sperrfrist (Embargo). So dürfen Rezensionen zum Film erst nach einem gewissen Datum veröffentlicht werden.
Bei Pressevorführungen hat sich zur Verhinderung von Schwarzkopien ein hoher Sicherheitsstandard etabliert. Der Zugang zum Saal wird nur ohne Jacken, Taschen und Mobiltelefone gestattet. Auch die Kontrolle der Fachbesucher mit Metalldetektoren wird manchmal praktiziert. Bei Pressevorführungen von Mainstream-Filmen wurden auch schon Angestellte von Sicherheitsfirmen im Kinosaal abgestellt, um die Journalisten (teilweise mit Nachtsichtgeräten) zu überwachen.

## Kritik
Pressevorführungen wurden meist einige Wochen oder Monate vor dem Bundesstart eines Kinofilmes angesetzt. Die teilweise gepflegte Praxis späterer Pressevorführungen wurde dahingehend kritisiert, dass damit negative Kritiken erst nach dem Filmstart möglich wäre.
Einige Verleiher zeigen auch bei kurz vor dem Bundesstart des Filmes angesetzten Pressevorführungen die originalsprachige Version. Eine Rezension des Filmes, wie ihn der Zuschauer kurz darauf im Kino zu sehen bekommt, ist also nur bedingt möglich. 